# UPExperience
A UP Experience é um centro cultural, esportivo e científico localizado em Curitiba, no Paraná. O centro conta com mais de 300 espaços onde acontecem diversos tipos de eventos, campeonatos esportivos e shows, além de 153 mil metros quadrados de área verde.
Também fazem parte da UP Experience: Teatro Positivo, UP Expo, Biblioteca Central, sala de eventos, auditórios, clínicas, laboratórios, centro esportivo completo, 125 jardins e 23 bosques e toda a infraestrutura dos campi da Universidade Positivo (Ecoville, Osório e Santos Andrade).
Há ainda o Templo da Paz e o Lago UP Experience.

## Estrutura
- Teatro Positivo: O Teatro Positivo[1] foi inaugurado em março de 2008, com arquitetura inspirada no Teatro Grego de Epidauro, do século IV a.C. É considerado o maior teatro do Paraná e um dos maiores da América do Sul, com capacidade para 2.400 pessoas, quatro camarins e quatro camarotes.

- UP Expo: O centro de eventos UP Expo foi inaugurado em 2008. É composto por espaços modulados e flexíveis, totalizando mais de 11 mil metros quadrados, e que possibilitam programações simultâneas.

- UPX Sports: O centro esportivo do complexo UP Experience conta com academia completa, salas de dança[2] e luta, piscinas com qualidade olímpica aquecidas, ginásio poliesportivo, pistas de corrida e campos de futebol. Em 2021, a UPX Sports recebeu alguns jogos da Superliga Feminina de Vôlei[3].

- Biblioteca Central: A biblioteca conta com cerca de 125 mil exemplares impressos e 28 mil títulos de livros em formato eletrônico.